# Lông mày mũ bảo hiểm Hellvi
Lông mày mũ bảo hiểm Hellvi là lông mày trang trí từ mũ bảo hiểm Vendel Period. Nó bao gồm hai mảnh; vòm được làm bằng sắt trang trí bằng các dải bạc và chấm dứt trong một đầu động vật bằng đồng được đúc trên đó. Lông mày đã được tặng cho bảo tàng Statens historyiska vào tháng 11 năm 1880 cùng với một số đồ vật khác, tất cả được cho là từ một ngôi mộ tìm thấy ở Gotland, Thụy Điển.
Lông mày có niên đại khoảng từ năm 550 đến năm 600, và đã từng tô điểm cho một trong những "mũ bảo hiểm mào" xuất hiện ở Anh và Scandinavia vào khoảng thời gian đó. Nhiều người trong số này cũng có lông mày trang trí, như mũ bảo hiểm Sutton Hoo và mũ bảo hiểm Broe, ví dụ Hellvi là một trong số những lông mày được trang trí đã được tìm thấy mà không có dấu vết nào khác của mũ bảo hiểm ban đầu, bao gồm cả mảnh mũ bảo hiểm Lokrume ở Gotland và mảnh mũ bảo hiểm Gevninge ở Đan Mạch.

## Miêu tả

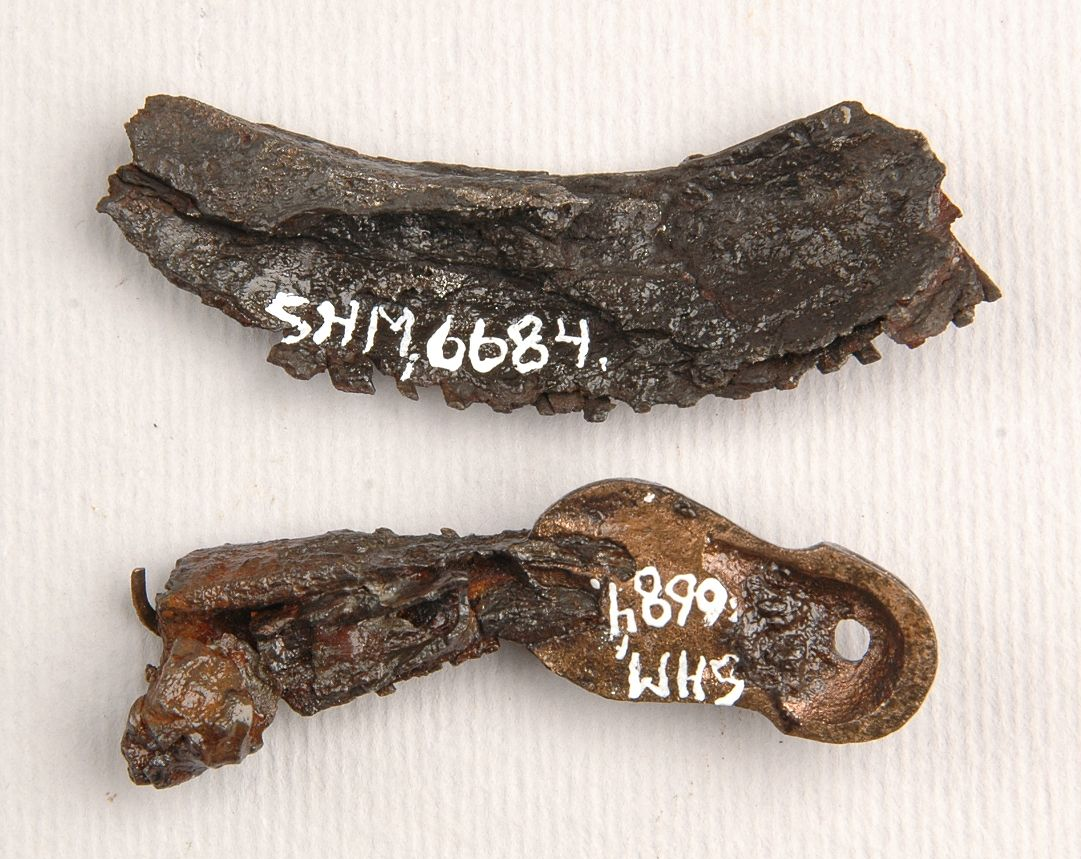
Mặt sau của lông mày

Lông mày tồn tại thành hai mảnh, mỗi mảnh dài khoảng 4 cm (1,6 in), mà ban đầu hình thành một vòm liền mạch. Chúng được làm bằng sắt, các mảnh nhỏ hơn chấm dứt trong đầu động vật, làm bằng đồng. Các mảnh đồng và sắt được đúc với nhau, sắt cứng được đặt vào khuôn của đồng nóng chảy. Cả hai mảnh được dát, hoặc có thể đúc,  với các dải bạc thẳng đứng.

## Khám phá
Các trường hợp phát hiện ra lông mày phần lớn là không rõ. Nó đã được quyên góp cùng với các vật phẩm khác, tất cả được cho là từ một ngôi mộ tìm thấy ở Hellvi socken ở Gotland,  cho bảo tàng Statens historyiska vào tháng 11 năm 1880 và được chỉ định số lượng hàng tồn kho tập thể 6.684. Việc quyên góp, từ "thợ sửa đồng hồ Unnerus", được ghi lại vào năm sau tại Månadsblad, một ấn phẩm hàng tháng của Học viện Chữ, Lịch sử và Cổ vật Hoàng gia Thụy Điển.
Năm 1969 Birger Nerman đã xuất bản một minh họa về các mảnh được tái tạo trong tập II của tác phẩm của ông về Thời kỳ Vendel tìm thấy từ Gotland, Die Vendelzeit Gotlands;  sáu năm sau, trong tập I, ông đã thêm một mô tả văn bản. Tại một số thời điểm trước năm 1977, lông mày được bảo tồn hơn nữa theo yêu cầu của Greta Arwidsson, cho phép nhận biết thêm các chi tiết xây dựng của nó.

## Kiểu chữ
Lông mày đã có niên đại khoảng thời gian bắt đầu Thời kỳ Vendel, trong nửa sau của thế kỷ thứ sáu. Dựa trên giai đoạn này, và vị trí, nó phù hợp với corpus của "mũ bảo hiểm mào", mỗi đặc trưng bởi một nắp tròn và thường là một nổi bật mũi-to-gáy đỉnh, xuất hiện trong khoảng thời gian này ở Anh và Scandinavia.  Hơn một nửa số ví dụ được biết đến là từ Thụy Điển; có tới hai mươi người đến từ Gotland, mặc dù những thứ này thường được tìm thấy trong các lễ chôn cất hỏa táng và, giống như ví dụ Hellvi, chỉ bao gồm một hoặc hai mảnh.  
Ví dụ Hellvi là một trong nhiều mũ bảo hiểm có lông mày trang trí đặc trưng. Cả đội mũ bảo hiểm Broe từ Gotland, và mũ bảo hiểm Sutton Hoo đều có lông mày với các đầu của động vật và các dải kim loại được dát. Mô típ trang trí của các dải dọc được khắc lại đã được lặp lại trên các mũ bảo hiểm khác, chẳng hạn như từ Vendel và York,   trong những gì có lẽ là hàng nhái rẻ hơn, hoặc gọi theo kiểu trước đó.  Lông mày mũ bảo hiểm được trang trí khác cũng đã được phát hiện một mình. Chúng bao gồm một lông mày được trang trí khác từ Gotland, ở Lokrume,  một lông mày từ Uppåkra trên đất liền,  và một thị kính mũ bảo hiểm trang trí công phu từ Gevninge, Đan Mạch. Sự kỳ dị của ít nhất hai phát hiện sau đó đã dẫn đến sự liên kết với vị thần người Đức Odin, người đã cho một mắt của mình uống nước giếng từ trí tuệ. Một vật phẩm khác được tìm thấy ở Hellvi, một chiếc mặt nạ La Mã được thấy tiếp tục sử dụng trong Thời đại đồ sắt, và được tìm thấy trong một ngôi nhà có niên đại khoảng 550, đã bị xóa một mắt và chôn gần đó, cho thấy ý nghĩa đương thời của đôi mắt kỳ dị.